# مزرعه قلعه فولادی
مزرعه قلعه فولادی یک منطقهٔ مسکونی در ایران است که در دهستان رضوانیه واقع شده‌است.